# Tindale Tarn
Der Tindale Tarn ist ein See in Cumbria, England.
Der Tindale Tarn liegt südöstlich von Hallbankgate und südwestlich von Tindale. Der Tarn Beck bildet seinen Zufluss im Osten, der Howgill Beck ist sein Zufluss im Westen. Der See hat keinen erkennbaren Abfluss.
Der See wurde im 19. Jahrhundert aufgestaut um Wasser für die Zinkschmelzen in Tindale bereitzuhalten.
Der See ist ein Rastplatz für Vögel und wird von der Royal Society for the Protection of Birds verwaltet.
Am südlichen Ufer des Sees steht das denkmalgeschützte Tarn House.